# Po feng
Pour plus de détails, voir Fiche technique et Distribution.
Po feng (en chinois traditionnel : 破風 ; en chinois simplifié : 破风) est un film dramatique sino-hongkongais réalisé par Dante Lam, sorti en 2015 dont le sujet est une équipe cycliste.
Le film est sélectionné comme entrée hongkongaise pour l'Oscar du meilleur film en langue étrangère à la 88e cérémonie des Oscars qui s'est déroulée en 2016.

## Synopsis
Jiu Ming et Qiu Tian, qui, à Taïwan, ont récemment rejoint l'équipe cycliste de catégorie III Radiant, participent à des courses sur route, tant nationales qu'internationales. Après un certain temps, l'équipe doit se séparer car elle n'a pas suffisamment d'argent pour poursuivre ses opérations. Les membres se dispersent dans différentes équipes.

## Distribution
- Eddie Peng : Ming
- Choi Si-won : Jeong Ji-Won
- Shawn Dou : Tian
- Luodan Wang : Shi-yao
- Carlos Chan : Simon
- Nana Ou-Yang : Yi-Qiao
- Andrew Lin : Li